# Anna Duszak
Anna Antonina Duszak (ur. 4 kwietnia 1950, zm. 25 grudnia 2015) – polska językoznawczyni, profesor dr. hab. w Instytucie Lingwistyki Stosowanej Uniwersytetu Warszawskiego.

## Życiorys
Do jej zainteresowań należały gramatyka opisowa języka angielskiego, polsko-angielska gramatyka kontrastywna, semantyka i pragmatyka, lingwistyka tekstu, etnolingwistyka i lingwistyka antropologiczna. Przyczyniła się do popularyzacji w Polsce dziedziny krytycznej analizy dyskursu (KAD), subdyscypliny językoznawstwa zajmującej się społecznym aspektem funkcjonowania językowego – dyskursem.
Dyrektor Instytutu Lingwistyki Stosowanej UW w latach 2002–2008 i 2012–2015. Dziekan Wydziału Lingwistyki Stosowanej UW w latach 1993–1999 (wcześniej pod nazwami Wydział Rusycystyki i Lingwistyki Stosowanej oraz Wydziału Lingwistyki Stosowanej i Filologii Wschodniosłowiańskich). Kierownik Zakładu Komunikacji Językowej ILS w latach 2001–2011 (w latach 2006–2011 pod nazwą: Zakład Socjolingwistyki i Pragmatyki Językowej). Organizator i kierownik Zakładu Badań nad Dyskursem w latach 2011–2015. Inicjatorka utworzenia kierunku studiów „Język i Społeczeństwo” (prowadzonego wspólnie z Instytutem Socjologii od 2014 r.).

## Wykształcenie
- 1972: dyplom Wyższego Studium Języków Obcych na Wydziale Filologii Obcych Uniwersytetu Warszawskiego (język angielski i niemiecki);
- 1973: magister lingwistyki stosowanej, Instytut Lingwistyki Stosowanej, Uniwersytet Warszawski;
- 1979: doktor nauk humanistycznych, Wydział Neofilologii UW (stopień uzyskany na podstawie rozprawy doktorskiej pod tytułem A Semantic Analysis of English Verbs with Semantically and Formally Related Nominal Counterparts in Present-day English, przygotowanej pod opieką naukową Prof. O. A. Wojtasiewicza);
- 1987: doktor habilitowany nauk humanistycznych, Wydział Rusycystyki i Lingwistyki Stosowanej UW (stopień naukowy uzyskany na podstawie rozprawy habilitacyjnej The Dynamics of Topics in English and Polish, 1987, Warszawa: Wydawnictwa Uniwersytetu Warszawskiego);
- 2004: tytuł naukowy profesora nauk humanistycznych (16.11.2004)

## Działalność dydaktyczna
Anna Duszak od roku 1975 pracowała jako nauczyciel akademicki w Uniwersytecie Warszawskim (Instytut Lingwistyki Stosowanej; Instytut Anglistyki, Wydział Neofilologii; Kolegium Języka Angielskiego; Ośrodek Studiów Amerykańskich). Poza Uniwersytetem Warszawskim Anna Duszak współpracowała z Uniwersytetem im. A. Mickiewicza w Poznaniu (Instytut Anglistyki), Szkołą Wyższą Psychologii Społecznej w Warszawie (Wydział Stosunków Międzykulturowych, Instytut Anglistyki) i Wyższą Szkołą Pedagogiczną w Olsztynie (Kolegium Języka Angielskiego). Prof. Duszak prowadziła zajęcia dla studentów studiów stacjonarnych, wieczorowych, a także dla słuchaczy studiów podyplomowych oraz doktorantów. Wśród nauczanych przez nią przedmiotów znalazły się: gramatyka opisowa języka angielskiego, praktyczna gramatyka języka angielskiego, polsko-angielska gramatyka kontrastywna, zagadnienia lingwistyki ogólnej i teorii komunikacji, semantyka, pragmatyka, socjolingwistyka, lingwistyka tekstu i analiza dyskursu, komunikacja międzykulturowa, semiotyka społeczna, lingwistyka antropologiczna, krytyczna analiza dyskursu oraz seminaria magisterskie z zakresu pragmatyki, analizy dyskursu, komunikacji międzykulturowej i lingwistyki krytycznej. Prof. Anna Duszak opracowała kilkanaście autorskich programów dydaktycznych, w tym dla nowych przedmiotów (np. język a tożsamość społeczna, semiotyka społeczna, krytyczna analiza dyskursu). Prof. Duszak była organizatorką licznych konferencji w Instytucie Lingwistyki Stosowanej, m.in. serii konferencji GlobE (od 2002 r.), a także 3. edycji konferencji Political Linguistics (w 2014 r.).

## Przynależność do organizacji i stowarzyszeń naukowych
- Komitet Terminologii przy Prezydium PAN
- Komitet Naukoznawstwa przy Prezydium PAN
- Rada Naukowa Kolegium Języka Angielskiego (później: Rada Naukowa Centrum Nauczycielskich Kolegiów Języków Obcych)
- Komitet Językoznawstwa PAN
- Polskie Towarzystwo Lingwistyki Stosowanej
- Societas Linguistica Europeae
- Polskie Towarzystwo Lingwistyki Kognitywnej
- International Pragmatics Association

## Najważniejsze publikacje
- 1987. The Dynamics of Topics in English and Polish. Warszawa, Wydawnictwa Uniwersytetu Warszawskiego, 215 str.
- 1998. Tekst, dyskurs, komunikacja międzykulturowa. Warszawa: PWN, 386 str.
- 1997. Culture and Styles of Academic Discourse, (red.). Berlin: Mouton de Gruyter, 362 str.
- 2002. US and Others, Social Identities Across Languages, Discourses and Cultures, (red.). Amsterdam/Philadelphia: John Benjamins, 517 str.
- 2004. Speaking from the Margin: Global English in a European Perspective. (red. z Urszulą Okulską). Frankfurt: Peter Lang, 293 str.
- 2005. Identity, Community, Discourse: English in Intercultural Settings. (red. z Giuseppiną Cortese). Bern/Wien: Peter Lang, 495 str.
- 2006. Bridges and Barriers in Metalinguistic Discourse. (red. z Urszulą Okulską). Frankfurt am Main: Peter Lang, 390 str.
- 2006. Korpusy w angielsko-polskim językoznawstwie kontrastywnym: Teoria i praktyka.  (red. z Elżbietą Gajek i Urszulą Okulską). Kraków: Universitas, 448 str.
- 2008 Krytyczna analiza dyskursu. Interdyscyplinarne podejście do komunikacji społecznej. (red. z Normanem Faircloughem). Kraków: Universitas, 533 str.
- 2010. Globalization, Discourse, Media: In a Critical Perspective / Globalisierung, Diskurse, Medien: eine kritische Perspektive. (red. z Juliane House i Łukaszem Kumięgą). Warszawa: Wydawnictwa Uniwersytetu Warszawskiego, 610 str.
- 2011. Language, Culture and the Dynamics of Age. (red. z Urszulą Okulską). Berlin/New York: Mouton, 378 str.
- 2013. Systemowo-funkcjonalna analiza dyskursu. (red. z Grzegorzem Kowalskim). Kraków: Universitas, 310 str.
- 2015. Academic (Inter)genres: between Texts, Contexts and Identities. (red. z Grzegorzem Kowalskim). Frankfurt: Peter Lang, 229 str.
- 2015. Tekst naukowy i jego przekład. (red. z Anną Jopek-Bosiacką i Grzegorzem Kowalskim). Kraków: Universitas, 276 str.